# Gianpiero Combi
Gianpiero Combi   (Torí, 20 de novembre de 1902 - Torí, 12 d'agost de 1956) fou un futbolista italià de la dècada de 1920. És considerat un dels millors porters de la història del futbol italià.
Fou 47 cops internacional amb la selecció italiana amb la qual participà en els Jocs Olímpics d'Estiu de 1924, als Jocs Olímpics d'Estiu de 1928 i a la Copa del Món de Futbol de 1934.
Pel que fa a clubs, defensà els colors de la Juventus FC, on passà tota la seva carrera.

## Palmarès
Juventus
- Serie A: 1925-26, 1930-31, 1931-32, 1932-33, 1933-34

Itàlia
- Copa de l'Europa Central de futbol: 1927-30
- Medalla de Bronze als Jocs Olímpics: 1928
- Copa del Món de futbol: 1934